# Club Social Deportivo Zona Ríos
El Club Social Deportivo Zona Ríos  es un equipo de fútbol profesional de San Lorenzo, Provincia de Esmeraldas, Ecuador. Fue fundado el 6 de septiembre de 2001 y se desempeña en la Segunda Categoría del Campeonato Ecuatoriano de Fútbol.
Está afiliado a la Asociación de Fútbol No Amateur de Esmeraldas.
- Datos: Q5774636